# Instituto de Matemática e Estatística da Universidade Federal da Bahia
Instituto de Matemática e Estatística da Universidade Federal da Bahia (IME-UFBA) é uma unidade universitária brasileira situada em Salvador e subordinada à Universidade Federal da Bahia (UFBA).
Em 1942, o curso superior de matemática foi criado pela Faculdade de Filosofia da Bahia no segundo ano de existência dela. Em 1968, ele foi transferido para o Instituto de Matemática após uma reforma universitária de 1968. No caso da UFBA, a reforma estruturou da universidade a partir edição do decreto 62 241, de 8 de fevereiro de 1968, que definiu os institutos como foram "Unidades de Ensino e Pesquisa Básicos". Em fevereiro deste ano de 1968, o IME-UFBA foi criado a partir do desmembramento do então Instituto de Matemática e Física (IMF), o qual havia sido criado em 1961. Ainda nesse ano, foi criado também o programa de mestrado em ciências (matemática) na nova unidade da UFBA, cuja primeira turma foi iniciada no ano seguinte (1969).
Quando criado, o instituto funcionava em casarão situado na rua Caetano Moura, no bairro da Federação, até o fim do ano de 1969. Então, foi transferido para outro prédio na mesma rua, onde permaneceu até 1981. Em 13 de fevereiro de 1981, foi inaugurada a sede atual do instituto, no bairro de Ondina. Nessa ocasião, a biblioteca foi nomeada como Biblioteca Professor Omar Catunda em homenagem a Omar Catunda, diretor da unidade entre setembro de 1963 e 1969. Em comemoração do 50 anos do Instituto de Matemática, o auditório foi nomeado como Auditório Maria José Zezé de Oliveira em homenagem à servidora pública do IME=UFBA Maria José de Oliveira, também chamada de Dona Zezé.
Dentre as atividades de extensão universitária, o instituto organiza a Olimpíada de Matemática do Estado da Bahia (OMEBA), uma competição científica destinada à participação de estudantes da segunda parte do ensino fundamental e do ensino médio de estabelecimentos da rede pública e particular de ensino. Em 2018, ocorreu a terceira edição da OMEBA.